# كأس السوبر الهولندي 2013
كأس السوبر الهولندي 2013 (بالهولندية: Johan Cruijff Schaal 2013)‏ هو الموسم 24 من كأس السوبر الهولندي. أقيم في 27 يوليو 2013، وأشرف على تنظيمه الاتحاد الملكي الهولندي لكرة القدم، وفاز فيه أياكس أمستردام.

## نتائج الموسم
| المركز | فريق           | لعب | ف | ت | خ | له | عليه | ف.أ | نقاط | ملاحظة |
| ------ | -------------- | --- | - | - | - | -- | ---- | --- | ---- | ------ |
|        | أياكس أمستردام |     |   |   |   |    |      |     |      |        |
|        | إي زد ألكمار   |     |   |   |   |    |      |     |      |        |